# Шкиперский проток

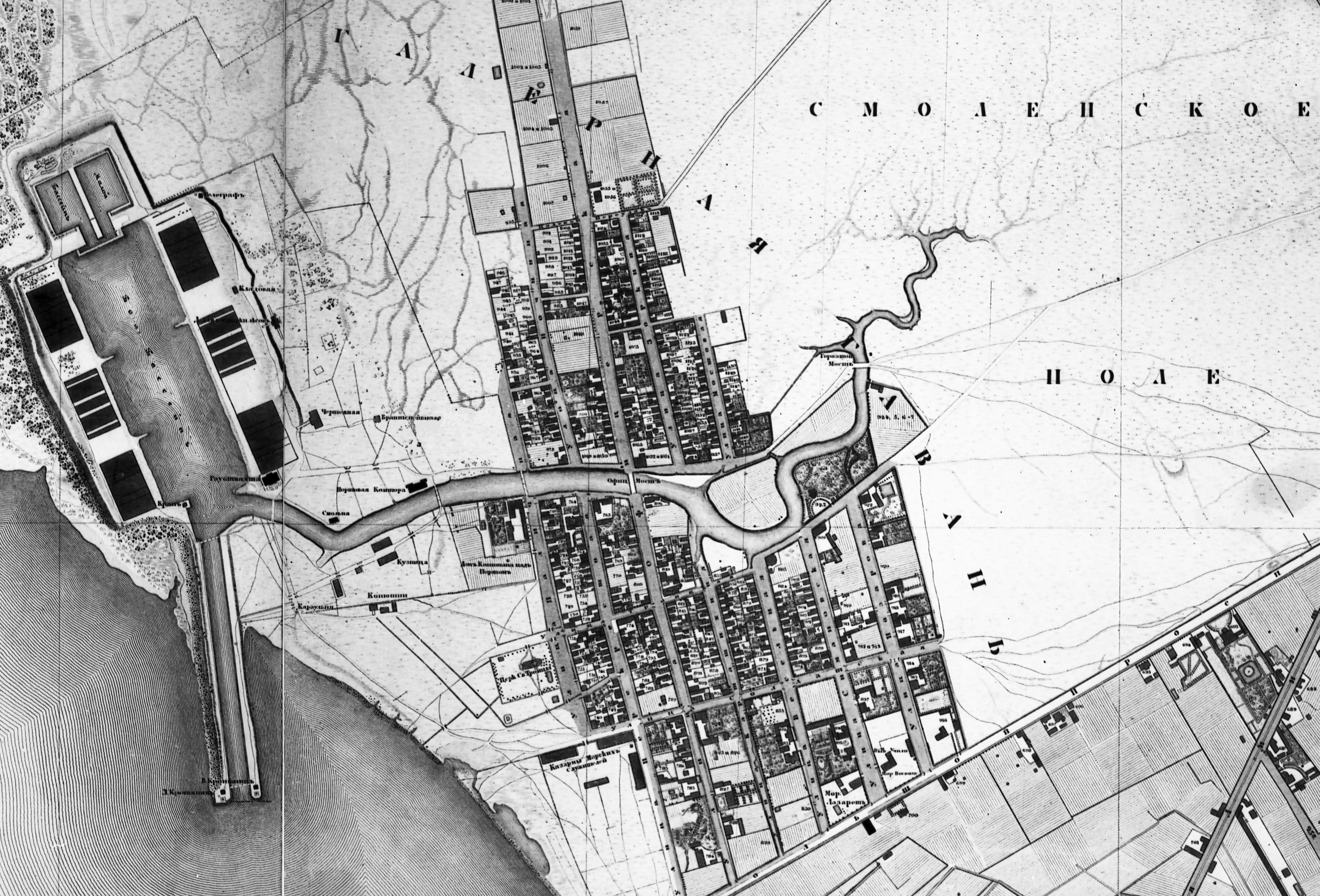
Шкиперский проток на карте Санкт-Петербурга 1828 года

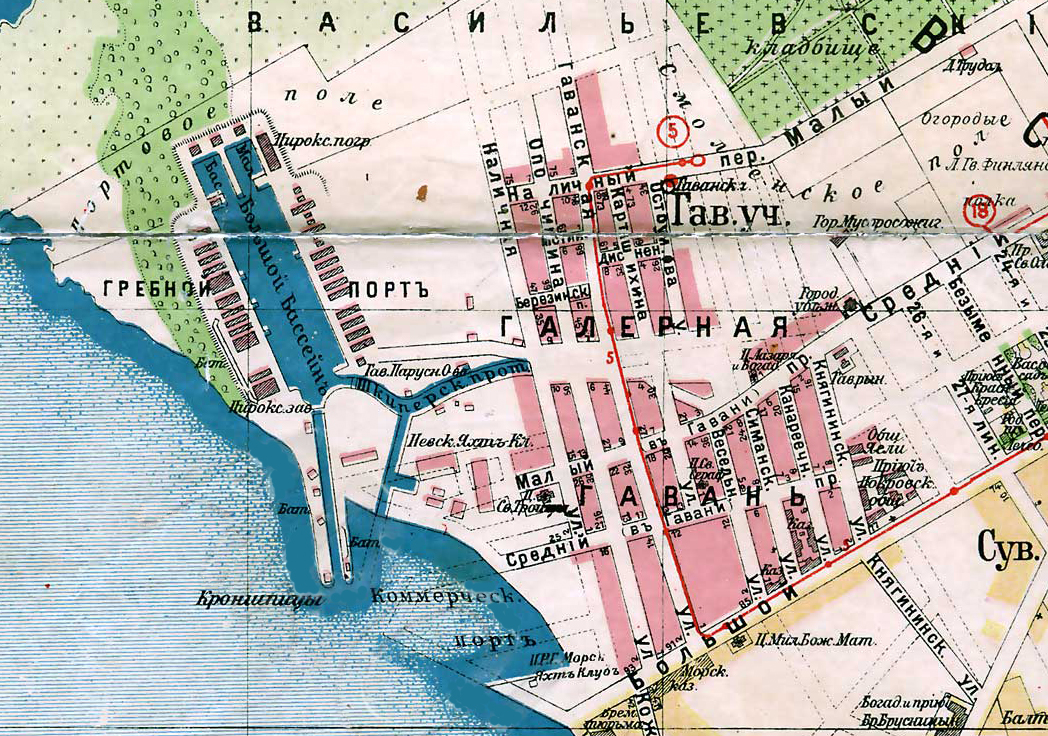
Шкиперский проток на карте Петрограда 1916 года

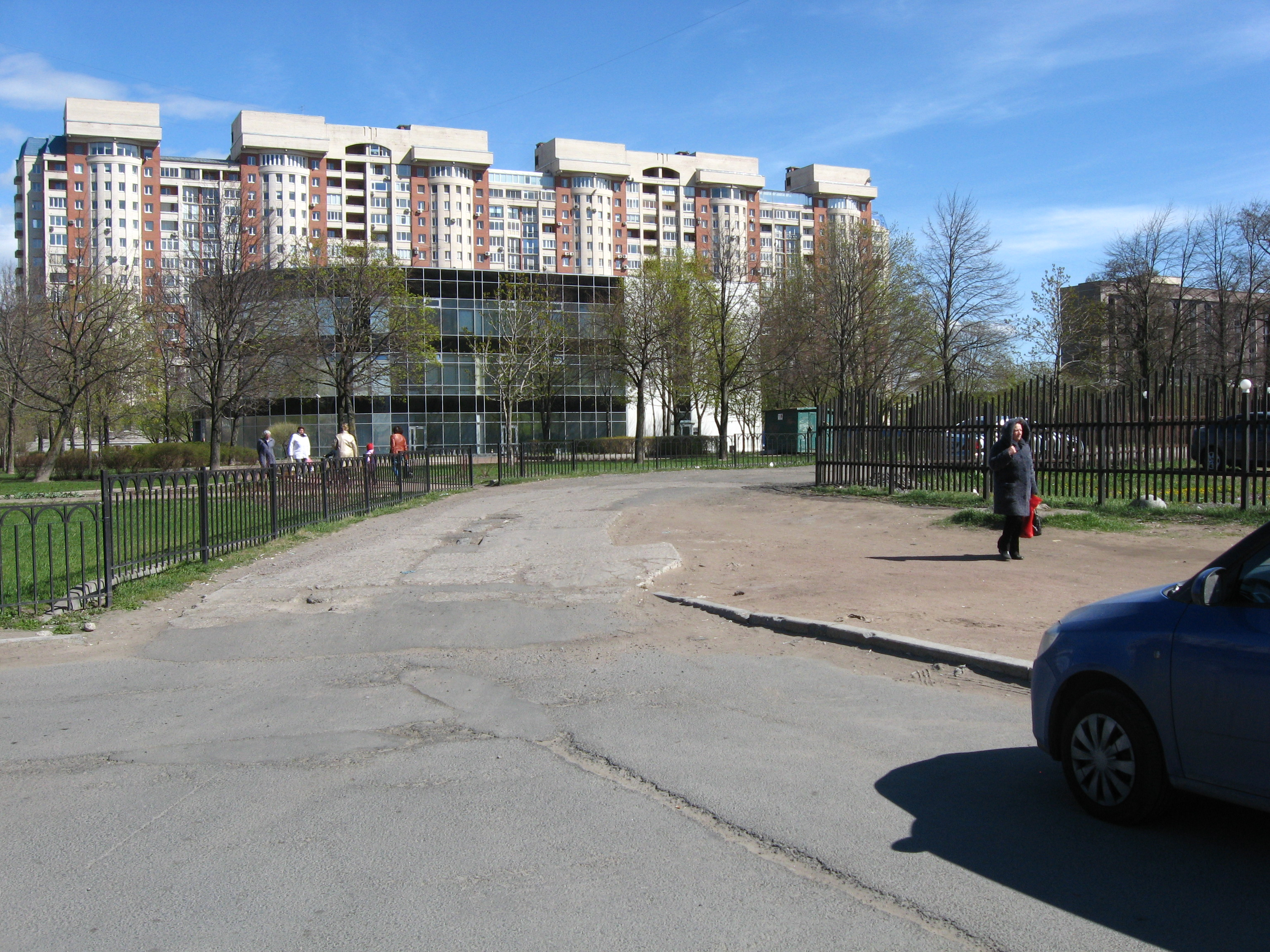
Выход Шкиперского протока на Прибалтийскую площадь

Шки́перский прото́к — улица в Василеостровском районе Санкт-Петербурга, проходящая от улицы Беринга до Прибалтийской площади. Нумерация домов ведётся от улицы Беринга.
От Карташихиной и до Наличной улицы на Шкиперском протоке две проезжие части, разделённые сквером, на остальных участках — одна. Вдоль западного побережья Галерной гавани и до Прибалтийской площади дорожное полотно в рытвинах, местами покрыто железобетонными плитами.

## История
Ранее на месте этой улицы текла небольшая речка Чёрная, или Чёрный проток. 21 сентября 1721 года в её устье указом было предписано построить новую гавань. В 1721—1723 годах низовье речки было спрямлено каналом (ныне — Шкиперский канал), а в конце 1720-х годов был вырыт бассейн для гавани, и сюда с Фонтанки перевели галеры.
В 1812 году речку называли — Глухой проток. По берегам протока шла дорога (между современными улицами Шевченко и Наличной), которая 14 июля 1859 года получила название — Шхиперская улица (по слободе шкиперов в Галерной гавани). Позже (к 1868 году) название улицы было приведено к современному виду — Шкиперская. По улице и речка (к 1887 году) получила название Шкиперский проток. В дальнейшем (1891 год) улица упоминается уже как Шкиперская набережная, а затем — как набережная Шкиперского протока.
В 1906 году бо́льшая часть русла Шкиперского протока была засыпана — от истоков до Наличной улицы. В 1920-е годы проток был окончательно засыпан.
Сама улица несколько раз продлевалась: 24 мая 1948 года от Наличной улицы до Шкиперского канала, в 1950-е годы — за канал, в 1977 году — до Детской улицы, в 1980-е годы — до Прибалтийской площади.

## Достопримечательности
Шкиперский проток, дом 10. Мемориальный комплекс «Подводная лодка Д-2 „Народоволец“».

## Объекты городской среды
| Список объектов от улицы Беринга до Галерного проезда | Список объектов от улицы Беринга до Галерного проезда                           | Список объектов от улицы Беринга до Галерного проезда | Список объектов от улицы Беринга до Галерного проезда | Список объектов от улицы Беринга до Галерного проезда | Список объектов от улицы Беринга до Галерного проезда |  |
| Номер дома                                            | Описание                                                                        | Архитектор                                            | Постройка                                             | Иллюстрация                                           | Координаты                                            |  |
| ----------------------------------------------------- | ------------------------------------------------------------------------------- | ----------------------------------------------------- | ----------------------------------------------------- | ----------------------------------------------------- | ----------------------------------------------------- |  |
| До № 1                                                | улица Беринга                                                                   | улица Беринга                                         | улица Беринга                                         | улица Беринга                                         | улица Беринга                                         |  |
| До № 2                                                | Детская улица                                                                   | Детская улица                                         | Детская улица                                         | Детская улица                                         | Детская улица                                         |  |
| До № 2/ Средний проспект, 93                          | Кинотеатр Прибой                                                                |                                                       | 1960-е                                                |                                                       | 59°56′02″ с. ш. 30°14′45″ в. д.                       |  |
| № 1 — № 3                                             | улица Шевченко                                                                  | улица Шевченко                                        | улица Шевченко                                        | улица Шевченко                                        | улица Шевченко                                        |  |
| № 3                                                   | Общежитие Горного института                                                     |                                                       |                                                       |                                                       | 59°56′03″ с. ш. 30°14′33″ в. д.                       |  |
| До № 2                                                | Шкиперский сад                                                                  |                                                       |                                                       |                                                       | 59°56′00″ с. ш. 30°14′34″ в. д.                       |  |
| № 7 — № 9                                             | Карташихина улица                                                               | Карташихина улица                                     | Карташихина улица                                     | Карташихина улица                                     | Карташихина улица                                     |  |
| № 2 — № 4                                             | Гаванская улица                                                                 | Гаванская улица                                       | Гаванская улица                                       | Гаванская улица                                       | Гаванская улица                                       |  |
| № 6 — № 8                                             | Опочинина улица                                                                 | Опочинина улица                                       | Опочинина улица                                       | Опочинина улица                                       | Опочинина улица                                       |  |
| № 8 — № 10                                            | Наличная улица                                                                  | Наличная улица                                        | Наличная улица                                        | Наличная улица                                        | Наличная улица                                        |  |
| № 8 — № 10                                            | Памятник-музей подводной лодке Д-2 «Народоволец»                                |                                                       | 1989—1993                                             |                                                       | 59°55′58″ с. ш. 30°13′59″ в. д.                       |  |
| № 10                                                  | НИИ ВМФ 16                                                                      |                                                       |                                                       |                                                       | 59°56′01″ с. ш. 30°13′52″ в. д.                       |  |
| № 12                                                  | До августа 2008 — 51-й спортивный клуб Ленинградской военно-морской базы (ЛВМБ) |                                                       |                                                       |                                                       | 59°55′57″ с. ш. 30°13′44″ в. д.                       |  |
| № 15 — № 19                                           | ВНИИРА                                                                          |                                                       |                                                       |                                                       | 59°56′01″ с. ш. 30°13′52″ в. д.                       |  |
| № 21 — № 23                                           | Галерный проезд                                                                 | Галерный проезд                                       | Галерный проезд                                       | Галерный проезд                                       | Галерный проезд                                       |  |

| Список объектов от Галерного проезда до Прибалтийской площади | Список объектов от Галерного проезда до Прибалтийской площади | Список объектов от Галерного проезда до Прибалтийской площади | Список объектов от Галерного проезда до Прибалтийской площади | Список объектов от Галерного проезда до Прибалтийской площади | Список объектов от Галерного проезда до Прибалтийской площади |
| Номер дома                                                    | Описание                                                      | Архитектор                                                    | Постройка                                                     | Иллюстрация                                                   | Координаты                                                    |
| ------------------------------------------------------------- | ------------------------------------------------------------- | ------------------------------------------------------------- | ------------------------------------------------------------- | ------------------------------------------------------------- | ------------------------------------------------------------- |
| № 21 — № 23                                                   | Галерная гавань                                               |                                                               |                                                               |                                                               | 59°56′06″ с. ш. 30°13′28″ в. д.                               |
| № 12 — № 14                                                   | Шкиперский мост                                               |                                                               |                                                               |                                                               | 59°55′57″ с. ш. 30°13′33″ в. д.                               |
| № 12 — № 14                                                   | Шкиперский канал                                              | Шкиперский канал                                              | Шкиперский канал                                              | Шкиперский канал                                              | Шкиперский канал                                              |
| № 14                                                          | Завод «Прибой»                                                |                                                               |                                                               |                                                               | 59°55′50″ с. ш. 30°13′23″ в. д.                               |
| № 25                                                          | Водонапорная башня (Галерная гавань)                          | Куторих, Яковлев                                              | 1894                                                          |                                                               | 59°56′06″ с. ш. 30°13′23″ в. д.                               |
| За № 18                                                       | Прибалтийская площадь                                         | Прибалтийская площадь                                         | Прибалтийская площадь                                         | Прибалтийская площадь                                         | Прибалтийская площадь                                         |
| За № 18                                                       | Памятник Петру I на Прибалтийской площади                     | Зураб Церетели                                                | 2006                                                          |                                                               | 59°56′22″ с. ш. 30°13′03″ в. д.                               |

- Дом 19А — ЖК «Шкиперский 19»
- Дом 20 — ЖК «Шкиперский проток, 20»